# Sylvain Prudhomme
Pour les articles homonymes, voir Prudhomme.
Sylvain Prudhomme, né en 1979 à La Seyne-sur-Mer, est un écrivain français.
Il est l'auteur de romans et de reportages, dont plusieurs ont pour cadre l'Afrique contemporaine, où il a vécu et travaillé.    

## Biographie
Sylvain Prudhomme a passé son enfance dans différents pays d'Afrique (Cameroun, Burundi, Niger, île Maurice) avant de venir étudier les Lettres à Paris, puis de diriger de 2010 à 2012 l'Alliance franco-sénégalaise de Ziguinchor, au Sénégal. Il est agrégé de lettres modernes. 
Il est allé recueillir des contes dans le nord du Bénin qu'il a publiés sous le titre Contes du pays tammari, (Karthala, 2003). Il est également l’auteur de Les Matinées d’Hercule (Serpent à plumes, 2007),  monologue romanesque sur le thème de l’homme qui dort et du voyage immobile et de Tanganyika Project (Léo Scheer, 2010). 
Il a collaboré à la revue Geste et au journal Le Tigre, pour lequel il a notamment écrit deux reportages en feuilleton : Africaine Queen (2010), sur les salons de coiffure du quartier Château d'Eau, à Paris, et La vie dans les arbres (2011), sur les habitants isolés des forêts de l'Ariège. Il a traduit l'essai Décoloniser l'esprit, de l'écrivain kényan Ngũgĩ wa Thiongʼo (La Fabrique, 2011). 
Sylvain Prudhomme a reçu le Prix Louis Guilloux 2012 pour son roman Là, avait dit Bahi, relatant l'histoire d'un fermier algérien à la veille de l'Indépendance. 
Son roman Les Grands (éd. L'Arbalète, Gallimard) a été désigné « Révélation française de l'année 2014 » par la rédaction du magazine Lire. 
Paru en 2016, le roman Légende (éd. L'Arbalète, Gallimard) a été finaliste du Grand prix de l’Académie française. Ce roman a également reçu le prix François-Billetdoux de la Société civile des auteurs multimédia (SCAM), et le prix Révélation de la Société des Gens de Lettres.
Depuis 2014, il développe différentes formes de lectures musicales avec des compagnons de route comme le joueur de oud Fayçal Salhi, la violoncelliste Maëva Le Berre, le photographe Lionel Roux ou encore les musiciens du Super Mama Djombo Malan Mané et Djon Motta. Il a créé en 2016, avec la chorégraphe Raphaëlle Delaunay, dans le cadre du festival Concordan(s)e, le duo It’s a match. 
Sylvain Prudhomme vit à Arles. Ses livres sont traduits dans plusieurs langues. Il collabore chaque mois, depuis 2015, à la chronique « Écritures » du quotidien Libération.
Sylvain Prudhomme est le lauréat 2019 du prix Femina et du prix Landerneau des lecteurs pour son roman Par les routes. 
En 2024, il fait partie des cinq finalistes du Prix des Libraires 2024 pour L'Enfant dans le taxi.
En 2025, Sylvain Prudhomme est lauréat du prix Nicolas Bouvier pour Coyote.

## Œuvres

### Romans
- Les Matinées d'Hercule, Serpent à plumes, 2007.
- L'Affaire Furtif, Burozoïque, 2010 (avec des dessins de Lætitia Bianchi).
- Tanganyika Project, Léo Scheer, 2010.
- Là, avait dit Bahi, L'Arbalète, Gallimard, 2012 prix Louis-Guilloux 2012[13].
- Les Grands, L'Arbalète, Gallimard, 2014 « Révélation française de l'année 2014 » au palmarès des meilleurs livres de l'année du magazine Lire prix Georges-Brassens 2014[14] prix Climax Musique et Littérature 2014 prix de la Porte Dorée 2015[15].
- Légende, L’Arbalète, Gallimard, 2016 prix Révélation 2016 de la Société des gens de lettres[16] prix François-Billetdoux 2017 de la SCAM[7]
- L’Affaire furtif, L'Arbalète, Gallimard, 2018
- Par les routes, L'Arbalète, Gallimard, 2019 prix Landerneau des lecteurs 2019 prix Femina 2019
- Les Orages[17], L'Arbalète, Gallimard, 2021
- L'Enfant dans le taxi, Les Éditions de Minuit, 2023
- Coyote, Les Éditions de Minuit, 2024 prix Nicolas-Bouvier 2025[12]

### Reportages
- Africaine Queen. Dans les salons de coiffure de Château d'eau, éd. Le Tigre, 2010.
- La Vie dans les arbres, suivi de Sur les bidonvilles, les cabanes et la construction sauvage, éd. Le Tigre, 2011.

### Traductions
- John Reed, Pancho Villa, Allia, 2009.
- Ngũgĩ wa Thiongʼo, Décoloniser l'esprit, La Fabrique, 2011.

Sylvain Prudhomme a également participé à la réalisation du livre En procès : une histoire du XXe siècle du collectif Inculte. Il a fait partie des nombreux invités de ce groupe, comme notamment Julie Bonnie, Julia Deck, Thomas Clerc.